# Коница (дим)
Ко́ница (греч. Δήμος Κόνιτσας)  — община (дим) в Греции. Входит в периферийную единицу Янину в периферии Эпире. Население 6362 жителя по переписи 2011 года. Площадь 951,184 квадратного километра. Плотность 6,69 человека на квадратный километр. Административный центр — Коница. Димархом на местных выборах 2014 года избран Андреас Папаспиру (Ανδρέας Παπασπύρου).
Община создана в 1948 году (ΦΕΚ 37Α). В 2010 году по программе «Калликратис» (ΦΕΚ 87Α) к общине Конице присоединена упразднённая община Масторохория, а также сообщества Аэтомилица, Дистратон и Фурка.

## Административное деление

Административное деление общины:
1 — Коница
2 — сверху вниз: Аэтомилица, Масторохория, Фурка, Дистратон

Община (дим) Коница делится на пять общинных единиц.